# 大人の女子会・ナイトアウト
『大人の女子会・ナイトアウト』（原題:Moms' Night Out）は2014年に公開されたアメリカ合衆国のコメディ映画である。監督はアーウィン兄弟、主演はサラ・ドリューが務めた。本作は日本国内で劇場公開されなかったが、2014年10月8日にDVDが発売された。

## 概略
アリソンは何不自由ない生活を送っていたが、どこか物足りなさを感じていた。そこで、アリソンは友人たちと一緒に繁華街に繰り出すことにしたが、そこで次々と発生するトラブルに巻き込まれるのだった。

## キャスト
※括弧内は日本語吹替。
- サラ・ドリュー（日高のり子） - アリソン
- ショーン・アスティン（三ツ矢雄二） - ショーン
- パトリシア・ヒートン（野村須磨子） - ソンドラ
- アンドレア・ローガン・ホワイト（大津愛理） - イジー
- トレイス・アドキンス（間宮康弘） - ボーンズ
- ロバート・アマヤ - マルコ
- アビー・コッブ（野一祐子） - ブリジット
- ハリー・シャム・ジュニア（矢野正明） - ジョーイ
- デヴィッド・ハント（西村太佑） - キャビー
- アレックス・ケンドリック - レイ牧師
- アンジェラ・ジョンソン＝レイエス - レストランの経営者
- ケヴィン・ダウンズ - ケヴィン
- マンウェル・レイエス - 事務員
- サミー・ハンラティ - ゾーイ
- ジェイソン・バーキー - DJ
- マイケル・レオーネ - ブランドン

その他声の出演︰各務立基、宮崎敦吉、あいざわゆりか、入江純、蔵内よしはる、野川雅史、長尾雅世
日本語版吹替翻訳：古賀香菜子

## 製作・マーケティング
2013年6月、本作の主要撮影はアラバマ州バーミンガムで行われた。7月、ハリー・シャム・ジュニアがキャスト入りした。2014年1月21日、本作のオフィシャル・トレイラーが公開された。2月18日、マーク・ファンティーニとステファン・ファンティーニが本作で使用される楽曲を手掛けるとの報道があった。9月12日、マディソン・ゲート・レコーズが本作のサウンドトラックを発売した。

## 興行収入
本作は『オズ めざせ!エメラルドの国へ』及び『ネイバーズ』と同じ週に封切られ、670万ドル前後を稼ぎ出すと予想されていたが、実際の数字はそれを下回るものとなった。2014年5月9日、本作は全米1044館で公開され、公開初週末に431万ドルを稼ぎ出し、週末興行収入ランキング初登場7位となった。

## 評価
本作は批評家から酷評されている。映画批評集積サイトのRotten Tomatoesには43件のレビューがあり、批評家支持率は19%、平均点は10点満点で4.03点となっている。サイト側による批評家の見解の要約は「見た目はチープで、面白くない上に、性差別的な側面もある。『大人の女子会・ナイトアウト』は何もかもに失望させられる映画である。」となっている。また、Metacriticには20件のレビューがあり、加重平均値は25/100となっている。